# Návsí
Návsí település Csehországban, a Frýdek-místeki járásban. Návsí Dolní Lomná, Nýdek, Bocanovice, Milíkov, Písek, Hrádek, Jablunkov és Wisła településekkel határos. Lakosainak száma 3852 fő (2024. január 1.).

## Népesség
A település lakosságának változását az alábbi diagram mutatja:
| Lakosok száma | 1057 | 1917 | 2503 | 3588 | 3588 | 3743 | 3890 | 3874 | 3733 | 3852 |
|               | 1869 | 1900 | 1921 | 1961 | 1980 | 2011 | 2016 | 2019 | 2021 | 2024 |